# Brussels Affair
Brussels Affair er et uofficielt livealbum fra The Rolling Stones. Det er fra bandets European Tour 1973, og viser bandet i god form, specielt Mick Taylor, der spiller ekstensiv solo på sange som "Midnight Rambler" og "You Can't Always Get What You Want" sammen med Keith Richards på rhythm guitar.
Denne liveoptagelse stammer fra Bruxelles, 17. oktober 1973, og var bestemt som en officiel udgivelse, men på grund af nogle problemer blev den først udgivet 2011.

## Spor
- Alle sangene er skrevet af Mick Jagger og Keith Richards undtaget hvor andet er noteret

1. "Brown Sugar "
2. "Happy "
3. "Gimme Shelter"
4. "Tumbling Dice"
5. "Doo Doo Doo Doo Doo (Heartbreaker)"
6. "Dancing With Mr. D"
7. "Angie"
8. "You Can't Always Get What You Want"
9. "Honky Tonk Women"
10. "Midnight Rambler"
11. "All Down the Line"
12. "Rip This Joint"
13. "Jumpin' Jack Flash"
14. "Street Fighting Man"